# Gainan Rachmatowitsch Saidchuschin

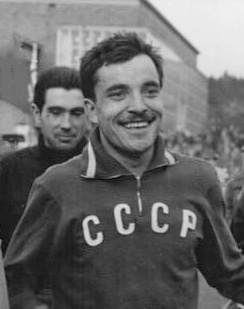
Gainan Saidchuschin (1960)

Gainan Rachmatowitsch Saidchuschin (russisch Гайнан Рахматович Сайдхужин; tatarisch Гайнан Рәхмәтулла улы Сәетхуҗин / Gaynan Röxmätulla ulı Säetxucin; englische Transkription Gaynan Saydkhuzhin; * 30. Juni 1937 in Nowosibirsk Russische SFSR, UdSSR; † 13. Mai 2015 in Miami, USA,) war ein sowjetischer Radrennfahrer tatarischer Nationalität. Vor seiner leistungssportlichen Laufbahn absolvierte er eine Ausbildung zum Elektriker.

## Sportliche Laufbahn
Nach dem ersten großen Erfolg als Etappensieger bei der UdSSR-Rundfahrt 1957 startete er 1958 bei der Ägypten-Rundfahrt erstmals in der Nationalmannschaft der Sowjetunion, wo er ebenfalls Etappensieger werden konnte. Sein Friedensfahrt-Debüt gab er 1960, gewann auch hier eine Etappe und wurde Gesamtsechster. Der Staatsamateur vom sowjetischen Armee-Sportklub trat bis 1970 bei internationalen Straßenrennen in Erscheinung. Die beeindruckendste Bilanz hinterließ er bei der jährlichen Dreiländer-Etappenfahrt Internationale Friedensfahrt. Innerhalb von elf Jahren startete Saidchushin bei neun Friedensfahrten, kam sechsmal unter die ersten Zehn und gewann das größte Amateurradrennen 1962. Dabei profitierte er vom Ausscheiden des bis dahin in der Gesamtwertung an der Spitze liegenden Henk Nijdam, der schwer gestürzt war. 1965 wurde er Vierter und gewann das Violette Trikot des aktivsten Fahrers, 1967 belegte er den zehnten und 1968 den vierten Platz. 1969 war er Zweitbester der Bergwertung und Neunter der Gesamteinzelwertung. Viermal stand er als Etappensieger und dreimal mit dem sowjetischen Team als Sieger der Mannschaftswertung auf dem Podest. 1970 bestritt er letztmals die Friedensfahrt.
Zweimal trat Saidchuschin bei den Radwettbewerben der Olympischen Spiele an. 1960 in Rom wurde er im Einzelstraßenrennen eingesetzt und wurde als schlechtester Sowjetfahrer 34. 1964 in Tokio kam er zwar nur auf den 41. Platz im olympischen Straßenrennen, war aber in einer schwachen Sowjetmannschaft bester Fahrer. Bei den Straßenradweltmeisterschaften der Amateure stand Saidchuschin nur einmal auf dem Siegertreppchen, 1963 als Dritter mit der sowjetischen Mannschaft im 100-km-Mannschaftszeitfahren. Bei den nationalen Meisterschaften gewann er 1963 das Straßenrennen. 1964 wurde er Vizemeister im Etappenfahren.